# Casimersen
Casimersen ist ein Arzneistoff aus der Gruppe der Antisense-Therapeutika. Als Amondys 45 wurde es im Februar 2021 in den USA zur Behandlung einer bestimmten genetischen Ausprägung der Duchenne-Muskeldystrophie (DMD) zugelassen.

## Eigenschaften
Casimersen ist ein Antisense-Oligonukleotid der Klasse Phosphordiamidat-Morpholino-Oligomer (PMO). PMOs sind synthetische Moleküle, bei denen die fünfgliedrigen Ribofuranosylringe der natürlichen Nukleinsäuren durch einen sechsgliedrigen Morpholino-Ring ersetzt wurden. Jeder Morpholino-Ring ist über eine ungeladene Phosphordiamidat-Einheit verbunden und nicht über die negativ geladene Phosphat-Bindung wie in natürlichen Nukleinsäuren. Jede Phosphordiamidat-Morpholino-Untereinheit enthält eine der in der DNA vorkommenden heterocyclischen Basen Adenin, Cytosin, Guanin oder Thymin.
Casimersen enthält 22 verknüpfte Untereinheiten.

## Anwendungsgebiete
Casimersen wurde als Amondys 45 (Hersteller: Sarepta Therapeutics Inc.) im Februar 2021 in den USA zur Behandlung der Duchenne-Muskeldystrophie (DMD) zugelassen bei Patienten mit einer bestätigten Mutation des DMD-Gens, die für das Überspringen von Exon 45 geeignet ist.
Das Arzneimittel wird intravenös verabreicht.

## Wirkungsmechanismus
Die Ursache für die Entstehung der Muskeldystrophie Duchenne sind Mutationen im Gen für Dystrophin. Dabei handelt es sich häufig um Deletionen. Dystrophin ist ein Protein und für die Funktion des Muskels essenziell.
Die Wirkung von Casimersen beruht auf der Technik des Exon-Skippings. Casimersen bindet an das Exon 45 in der prä-mRNA, wodurch beim Splicing schadhafte Abschnitte übersprungen bzw. „überlesen“ werden und in der Folge dem Körper ermöglicht wird, ein verkürztes, jedoch partiell funktionelles Dystrophin zu bilden. Ungefähr 8 % der Patienten mit DMD haben eine Mutation, die einer Behandlung durch Überspringen von Exon 45 zugänglich ist.
Die Krankheit wird nicht geheilt, aber der Schweregrad wird reduziert.
Casimersen ist nach Eteplirsen und Golodirsen das dritte DMD-Medikament von Sarepta Therapeutics, das auf dem Exon-Skipping beruht.

## Studien
Casimersen wird in einer multizentrischen, doppelblinden, placebokontrollierten Studie untersucht, die insgesamt 111 Patienten im Alter von 7 bis 13 Jahren umfassen soll, die im Verhältnis 2:1 randomisiert wurden, um entweder Verum (Amondys 45) oder Placebo zu erhalten. Die Zulassung beruht auf Zwischenergebnissen von 43 Patienten. Alle waren männlich, zwischen 7 und 20 Jahre alt, und hatten eine genetisch bestätigte Mutation des DMD-Gens, die für das Exon-45-Skippig geeignet ist. Es resultierte ein signifikant höherer Anstieg der Dystrophin-Proteinspiegel im Zeitraum ab Therapiebeginn bis zur 48. Woche in der Verum-Gruppe im Vergleich zur Placebo-Gruppe. Die Studie läuft weiter.

## Nebenwirkungen und Anwendungsbeschränkungen
Als häufigste Nebenwirkungen wurden Infektionen der oberen Atemwege, Husten, Fieber, Kopfschmerzen, Gelenkschmerzen und Halsschmerzen beobachtet.